# ヘルクレス座UU星
ヘルクレス座UU星（へるくれすざUUせい）は、ヘルクレス座の方向にある9等級の脈動変光星である。

## 概要
SRD型の半規則型変光星で、45.66日の周期で8.65等と9.44等の間を半規則的に変光する。変光星総合カタログによれば周期は80.1日となっているが、実際は45日と70日の二重周期であると考えられている。ヘルクレス座UU星が属するSRD型は半規則型変光星といっても赤色巨星からなるSRA型やSRB型、赤色超巨星からなるSRC型とは異なるタイプの変光星であり、スペクトル型がF型からK型の黄色巨星ないし黄色超巨星である。UU星も変光に伴いスペクトル型がF2Ib-G0の間を変化する黄色超巨星である。SRD型の変光星を他の半規則型変光星から独立させてこの星を代表星とするヘルクレス座UU型変光星とする研究者もいる。また全てのSRD型ではなくヘルクレス座UU星をはじめとする一部のSRD型をヘルクレス座UU型変光星として独立させる研究者もいる。

## 導入方法
球状星団・M13の近くにあるためM13を目印として導入する。

## 名称
学名はUU Herculis（略称：UU Her）、ボン掃天星表の番号はBD+38°2803。